# 孫賓
孫賓（1450年—？），字敬之，直隸交河縣人，錦衣衛軍匠籍，明朝政治人物。進士出身。

## 生平
早年出身國子生，順天府鄉試第九十二名。成化十一年（1475年）乙未科會試第二百四名，殿試登進士第三甲第八十一名。

## 家族
曾祖父孫成。祖父孫禮。父亲孫宣。